# Hypsipetes crassirostris
Hypsipetes crassirostris là một loài chim trong họ Pycnonotidae.